# Señorío de Cebolla
El señorío de Cebolla fue un dominio jurisdiccional fundado por Elvira de Ayala y Guzmán en 1398, que incluía la villa toledana de Cebolla y el castillo de Villalba, situado dentro del mismo término. Este señorío se mantuvo independiente en manos a la Casa de Ayala, afincada en las tierras de Talavera de la Reina, hasta que fue absorbido por el condado de Oropesa en 1534 con motivo del matrimonio de Beatriz de Monroy y Ayala, VII señora de Cebolla, con Fernando Álvarez de Toledo y Figueroa, III conde de Oropesa.
Aunque algunos autores e historiadores de la Edad Moderna como Martín de Saavedra defendieron que fue Diego López de Ayala el primer dueño del señorío, otros autores como Pedro de Salazar y Mendoza no se atrevieron a hacer tal aseveración y postularon que este señor fue antepasado de los señores de esta villa. Efectivamente, fue Alfonso Franco Silva en 1996 quien determinó que Elvira de Ayala y Guzmán, hija del mencionado Diego López de Ayala, fue la primera señora que disfrutó de su propiedad.

## Historia

### Obtención del señorío
A finales de la Edad Media, en el área de Talavera de la Reina y sus alrededores habían desaparecido los lugares de realengo en favor de una densa red de señoríos ostentados por cesión o compra de las principales familias de la villa.  

Escudo de la villa de Cebolla, que da nombre a este señorío.

La propiedad sobre la villa de Cebolla y el castillo de Villalba surgió, precisamente, por la compra que el II señor de Oropesa, Fernán Álvarez de Toledo y Loaysa, y su esposa, Elvira de Ayala y Guzmán, hicieron en 1396 a Juan Sánchez de Meneses. Cabe decir que este, a su vez, la había adquirido de Día Sánchez Portocarrero por la suma de 120 000 maravedís.
Tras el otorgamiento de la escritura, el 29 de diciembre del mismo año Fernán Álvarez tomó posesión del señorío y sus pertrechos: cinco pares de bueyes aliñados, junto con los molinos del Corral. La adquisición de estas dos nuevas posesiones por partes de los señores de Oropesa tenía como fin extender el señorío hacia tierras talaveranas, lo que les permitiría, probablemente, intervenir en la vida política de Talavera. 

### Separación del señorío de Oropesa
El 18 de septiembre de 1398 Fernán Álvarez de Toledo, en su testamento, legó a Elvira de Ayala el señorío de Cebolla y Villaba en concepto de bienes gananciales, para sustentarse el resto de sus días. Tras solucionar un pleito con los herederos de Portocarrero, Elvira tomó la decisión de vincular el señorío de manera independiente al de Oropesa, por lo que en su testamento del 17 de noviembre de 1411 nombró como heredero del mismo a su segundogénito, el maestrescuela y canónigo de la catedral de Toledo Juan Álvarez de Toledo y Ayala, que recibió además las aceñas próximas a Cebolla y un juro de las rentas de El Puente del Arzobispo. Ayala, tras la muerte de su madre en febrero de 1412, tomó posesión del señorío como II señor de Cebolla.  
A su muerte a finales de 1428 sin descendientes, la titularidad pasó a su hermano Diego López de Ayala y Toledo, que ya venía ejerciendo de gobernador y administrador del señorío. Junto con Cebolla y el castillo de Villalba, recibió otras tierras en el término de la villa de Talavera: las aceñas del Corral en el río Tajo y las heredades de Sotogordo, Santos, Baharil, Torrejón y Tirteafuera. 
Hay que señalar la clara intención de mantener los señoríos de Oropesa y Cebolla desvinculados, ya que tanto Elvira como su hijo, Juan Álvarez, mantuvieron al primogénito y heredero del señorío de Oropesa al margen de la sucesión. Diego López de Ayala y Toledo adoptó los apellidos de su abuelo materno, Diego López de Ayala, lo que ha dado a pensar que este fue el primer titular del señorío, afirmación obviamente errónea. 
Posiblemente en época de este Diego López de Ayala y Toledo se levantó la actual picota donde campean las armas de su linaje perteneciente, a una de las familias más poderosas de la comarca de Talavera de la Reina, donde también fue uno de los trece regidores perpetuos. En 1417 casó con Guiomar Barroso, quien incorporó a los bienes del linaje las heredades de Silo y del Portillo en términos de Toledo.
En 1477 obtuvo Cebolla el título de villazgo. Un descendiente de Diego fue Juan López de Ayala que vivía en época del emperador, siendo señor de Cebolla añadió por compra a este señorío los de Segurilla, Cervera y Mejoradas. A su muerte pasaron sus estados a su hermana Doña Sancha de Ayala, quien casó con Francisco de Monroy y Zúñica, Conde de Deleitosa.
Hija de este matrimonio fue Dª Beatriz de Monroy y Ayala, II Condesa de Deleitosa y señora de Cebolla que casó con Fernando Álvarez de Toledo y Figueroa, IV conde de Oropesa, integrándose de nuevo este señorío de Cebolla a la casa condal de Oropesa. Muerto D. Fernando en 1571 le sucedió D. Juan Álvarez de Toledo y de Monroy, V Conde de Oropesa, I de Deleitosa y Señor de Cebolla, Mejorada, Segurilla y Cervera.
El Señorío de Cebolla siguió vinculado al Condado de Oropesa hasta la supresión de los señoríos jurisdiccionales en 1812.

## Señores de Cebolla
Desde su fundación en 1398, los titulares del señorío fueron:
1. Elvira de Ayala y Guzmán (¿? - Oropesa, febrero de 1412). Fundadora del señorío, ejerció su titularidad de 1398 hasta su fallecimiento en 1412.
2. Juan Álvarez de Toledo y Ayala (Oropesa, ca. 1388 - Toledo, 1428).
3. Diego López de Ayala y Toledo (Oropesa, ca. 1390 - Cebolla, 1442).
4. Juan López de Ayala y Barroso (¿? - 1497).
5. Diego López de Ayala y Guzmán (¿? - 1514).
6. Juan de Ayala y Manuel (¿? - 1540).
7. Beatriz de Monroy y Ayala (¿? - 1582).